# اودن

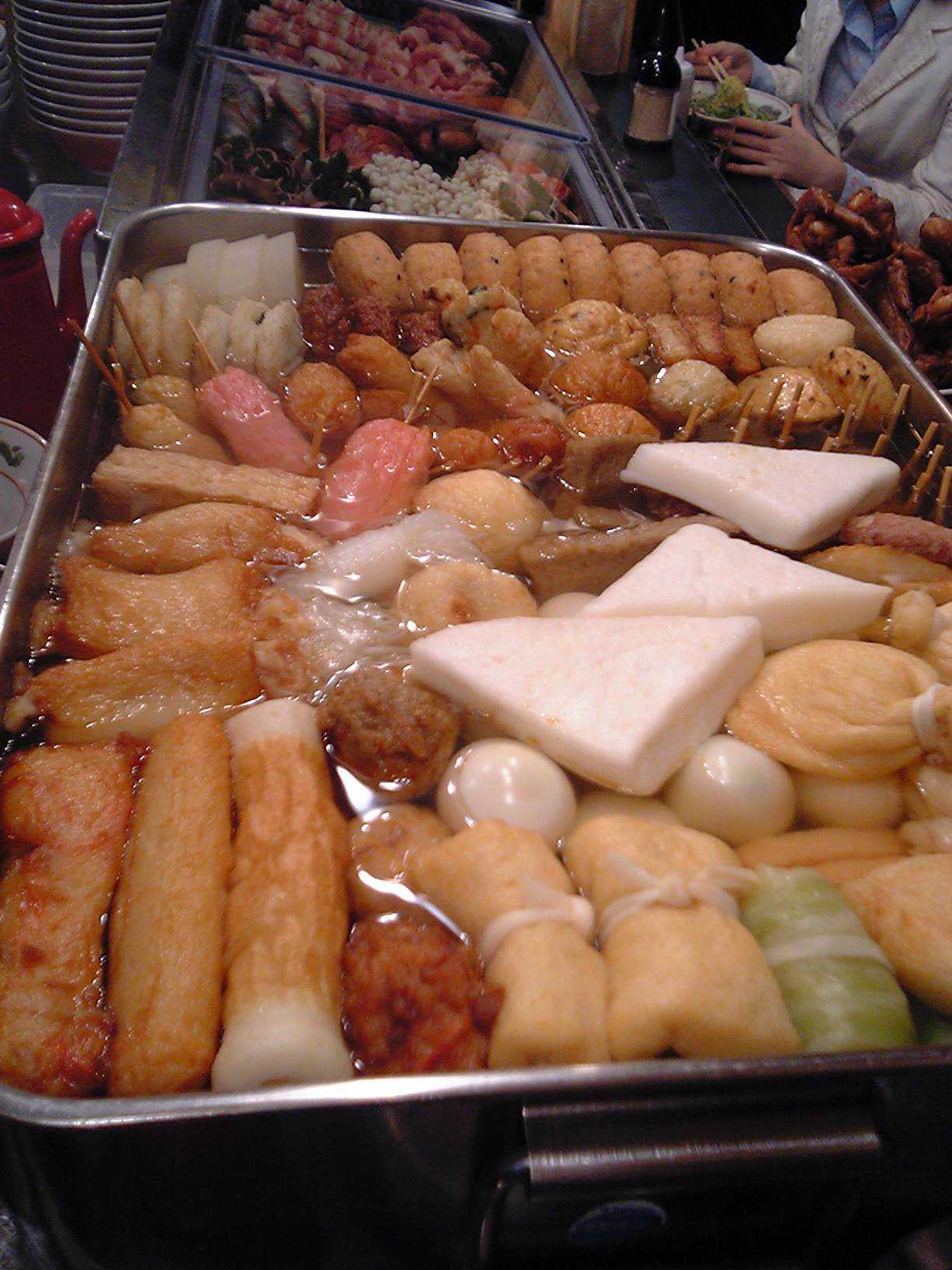
خورش اودن در غرفه اودن.

اُودِن (به ژاپنی: 御田 おでん  Oden) نام یکی از انواع غذاهای آب‌پزی ملایم و همچنین یکی از انواع نابه‌مونو (غذاهایی که در یک قابلمه و در سر میز غذا تهیه می‌شوند) در آشپزی ژاپنی است. در این نوع غذا به داشی با سس سویا مزه داده می‌شود و موادی مانند دایکون (ترب)، چیکووا، کون‌نیاکو و تخم مرغ پخته و بسیاری مواد دیگر در این داشی مزه داده شده، آب پز پخته می‌شوند. به مواد اودن به زبان ژاپنی «اودن‌تانه» گفته می شود. این مواد بر حسب منطقه و دستپخت خانگی ممکن است متفاوت باشد.